# Metaporana verdcourtii
Metaporana verdcourtii är en vindeväxtart som beskrevs av T. Deroin. Metaporana verdcourtii ingår i släktet Metaporana och familjen vindeväxter. Inga underarter finns listade i Catalogue of Life.